# Eparchia di Aleksandrov

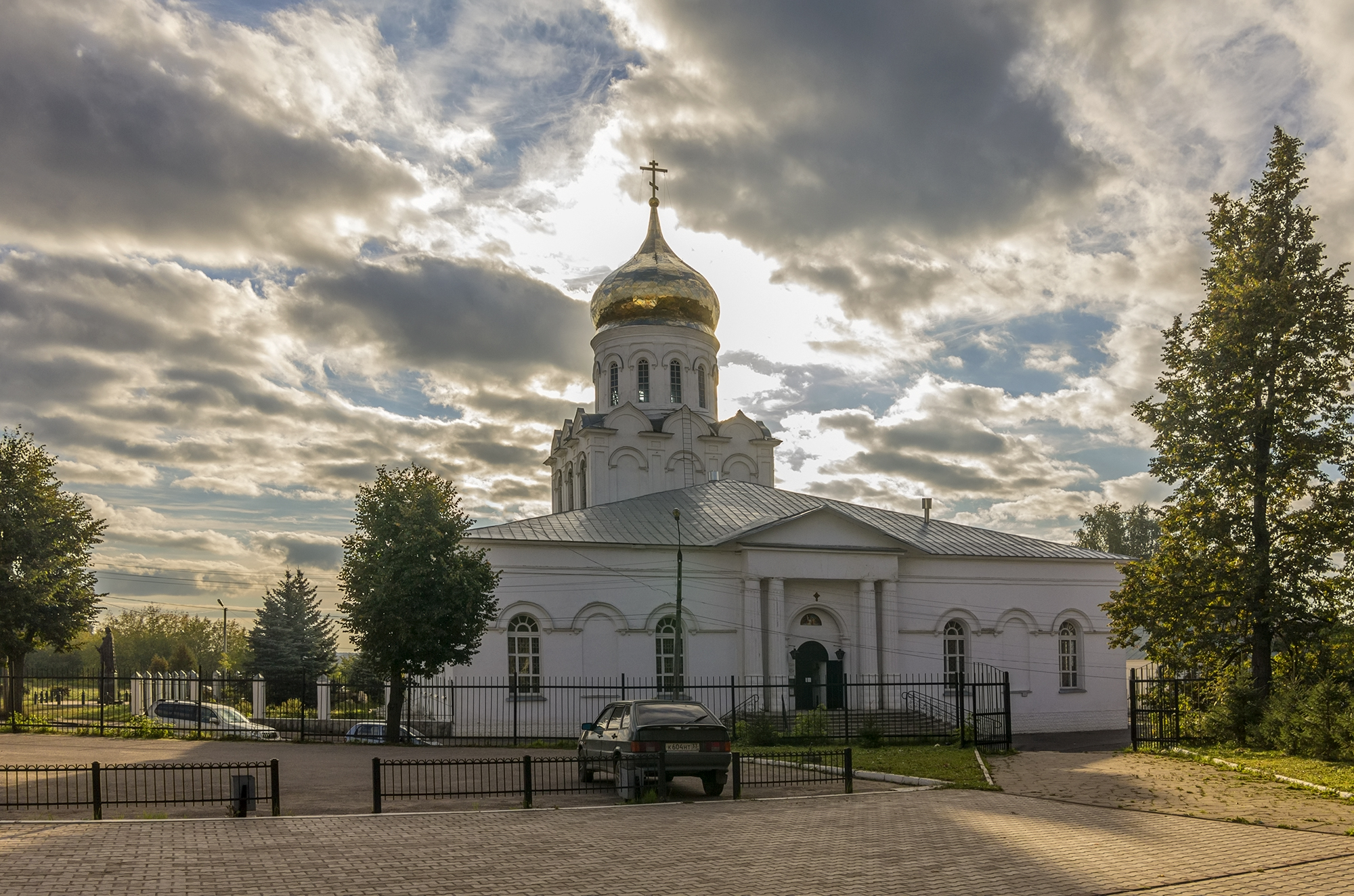
La cattedrale della Natività di Cristo di Aleksandrov.

L'eparchia di Aleksandrov (in russo: Александровская епархия) è una diocesi della Chiesa ortodossa russa, appartenente alla metropolia di Vladimir.

## Territorio
L'eparchia comprende i rajon Aleksandrovskij, Kiržačskij, Kol'čuginskij, Petušinskij e Jur'ev-Pol'skij dell'oblast' di Vladimir nel circondario federale centrale.
Sede eparchiale è la città di Aleksandrov, dove si trova la cattedrale della Natività di Cristo. L'eparca ha il titolo ufficiale di «eparca di Aleksandrov e Jur'ev-Pol'skij».
Nel 2020 l'eparchia è suddivisa in 6 decanati per un totale di 93 parrocchie.

## Storia
L'eparchia è stata eretta con decisione del Santo Sinodo della Chiesa ortodossa russa del 16 luglio 2013, con territorio separato da quello dell'eparchia di Vladimir.